# Casa Borràs (la Riera de Gaià)
La Casa Borràs és un casal de la Riera de Gaià (Tarragonès), catalogat com a bé cultural d'interès local.

## Història
La casa fou propietat dels Carbonell, nissaga de la qual l'última representant fou Clara de Carbonell i Sabater (1631-1710), casada amb Francesc de Borràs i Martí (1633-1695). A finals del segle xviii, el seu besnet Albert de Borràs i de Magarola (1740-1798), marquès consort de la Bàrcena, va fer reformar l'edifici i hi va col·locar el seu escut d'armes, catalogat com a bé cultural d'interès nacional.

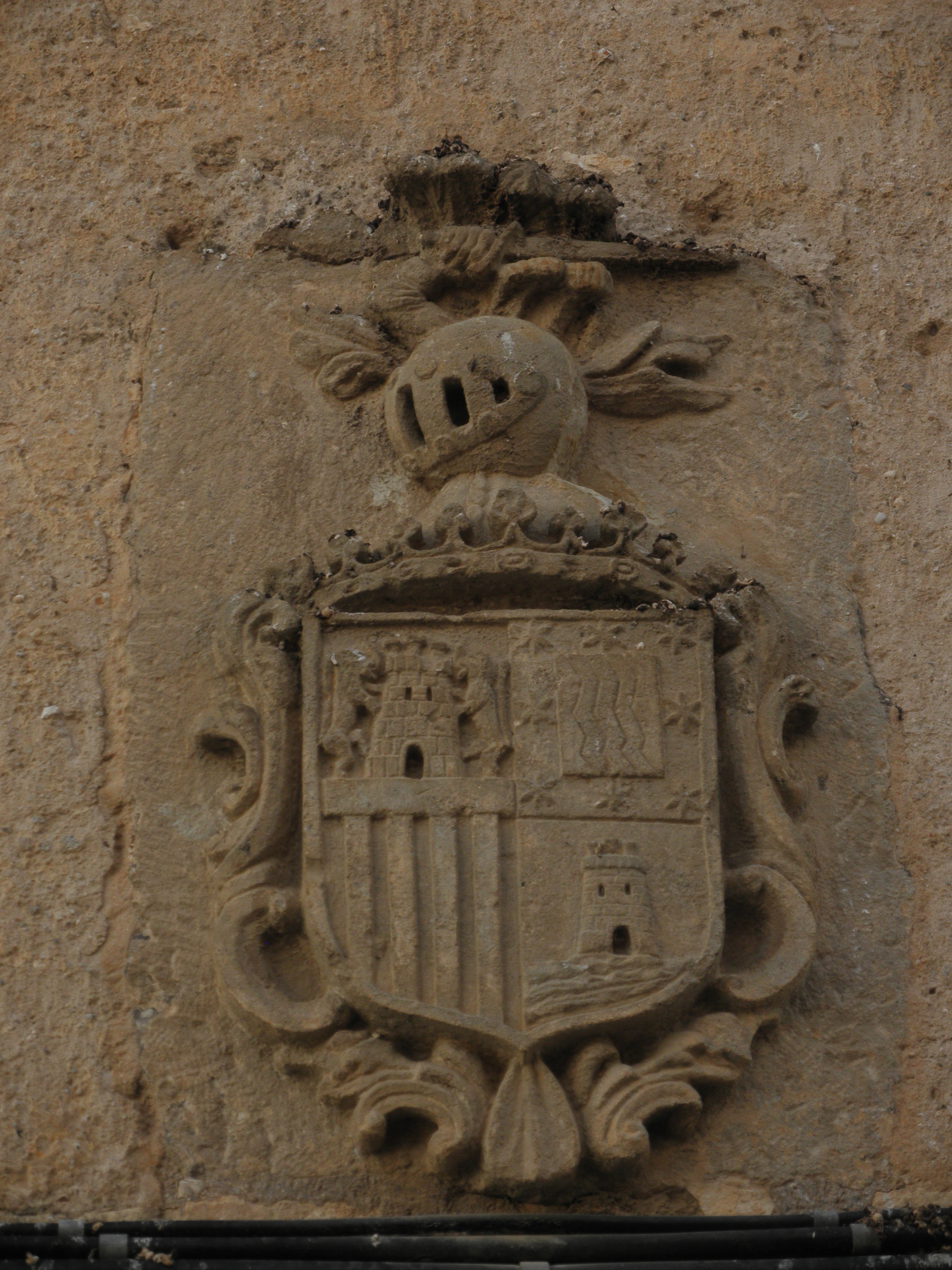
Escut de la Casa Borràs

## Descripció
La casa Borràs sembla més aviat un palau, i des de fora té certes formes que fan pensar en una fortalesa. Els seus murs quasi toquen els de l'església i les seves proporcions són una mica irregulars i s'estenen al llarg de tot el carrer Major. És un gran edifici de planta rectangular amb una torratxa en un extrem que sobresurt del conjunt.
A la façana hi ha dues portes d'accés cobertes amb llindes arquitravades. Al pis noble hi ha artístiques finestres i una petita galeria correguda que està coronada per una torre molt airosa. També hi ha un escut quarterat en creu amb les armes dels Borràs (un castell amb dos lleons rampants), dels Magarola (un rectangle en posició vertical amb ones rodejat d'estels), dels Roger de Llúria (quatre barres verticals) i dels Reard (una torre sobre ones). L'escut està rodejat de volutes i a sobre té una corona i un elm de perfil.